# Francesco Carpino
Francesco Carpino, S.T.D. (Sacrae Theologiae Doctor), né le 18 mai 1905 à Palazzolo Acréide, dans la province de Syracuse, en Sicile et mort le 5 octobre 1993, est un cardinal de l'Église catholique, archevêque de Palerme de 1967 à 1970.

## Biographie

### Jeunesse
Francesco Carpino nait à Palazzolo Acréide, en Sicile, troisième des cinq enfants de Salvatore Carpino, qui est propriétaire d'un petit domaine rural. De 1914 à 1919 il fait ses études au séminaire de Noto et les continue à Rome jusqu'en 1926 au Séminaire pontifical romain, où il obtient les doctorats en philosophie et en théologie et une licence en droit canon. Il retourne dans son diocèse en 1926 et y devient professeur au séminaire local jusqu'à ce qu'il ait atteint l'âge canonique pour l'ordination sacerdotale. Il est ordonné diacre le 29 juin 1927, puis prêtre le 14 août 1927.

### Prêtre
Après son ordination, il exerce un ministère pastoral dans le diocèse de Noto, et enseigne dans son séminaire de 1927 à 1929. La même année il est nommé professeur de théologie des sacrements à l'Université pontificale du Latran, et y demeure jusqu'en 1951. Pendant son séjour à Rome, il exerce un ministère pastoral, en même temps qu'il collabore avec plusieurs congrégations de la Curie romaine. Il est créé camérier secret de Sa Sainteté, le 27 avril 1939.

### Évêque
Le 11 février 1951 le pape Pie XII le nomme archevêque titulaire (ou in partibus) de Nicomédie (de) et évêque coadjuteur de Monreale, et est consacré le 8 avril de la même année par le cardinal Adeodato Giovanni Piazza avec comme co-consécrateurs Luigi Traglia et Angelo Calabretta (it). Il accède au siège métropolitain de Monreale le 23 août de cette année. En 1961, il est nommé archevêque titulaire de Serdica (de) et secrétaire du Sacré Collège des cardinaux le 25 octobre 1961. De 1961 à 1964 il est un des conseillers de la Commission pontificale préparatoire du deuxième Concile du Vatican auquel il participe.

### Cardinal
Alors qu'il est secrétaire du conclave de 1963, il n'est pas nommé directement cardinal comme le veut l'habitude vaticane. Le pape Paul VI le nomme pro-préfet de la Congrégation pour le culte divin et la discipline des sacrements le 7 avril 1967.
Il est créé cardinal avec le titre de cardinal-prêtre de S. Maria Ausiliatrice in via Tuscolana (diaconie élevée à ce titre pro hac vice) lors du consistoire du 26 juin 1967 par Paul VI. Le même jour, il est nommé archevêque de Palerme. Il fait son entrée dans la ville par la Piazza Vittorio Veneto, dans une voiture américaine de luxe aux côtés du maire Paolo Bevilacqua.
Il démissionne de cette fonction en 1970, expliquant que l'archidiocèse, en raison de problèmes pastoraux nombreux et difficiles, a besoin d'un archevêque jeune si l'on voulait préparer un programme pour le long terme. Il est nommé cardinal-évêque avec le titre du siège suburbicaire d'Albano le 27 janvier 1978. Il prend part aux conclaves qui élisent Jean-Paul Ier et Jean-Paul II en août et en octobre. Atteint par la limite d’âge de 80 ans, il perd le droit de participer à des conclaves futurs en 1985.
Il meurt à l'aube le 5 octobre 1993, à Rome. La messe de funérailles est présidée par Jean-Paul II et concélébrée par une trentaine de cardinaux et de nombreux archevêques et évêques ; elle a lieu dans la basilique patriarcale du Vatican à 17 heures 30 heures, le 7 octobre 1993. Son corps est transporté à Monreale le 8 octobre puis à Palerme, où une autre messe de funérailles est concélébrée dans la cathédrale par Monseigneur Salvatore Cassisa (en), archevêque de Monreale, et le cardinal Salvatore Pappalardo, alors archevêque de Palerme, et presque tous les évêques de Sicile. Après les funérailles de Palerme, le corps est transporté à Palazzolo Acreide et une messe de requiem est célébrée dans l'église Saint-Paul par Giuseppe Costanzo, archevêque de Syracuse, avant l'inhumation dans le tombeau de sa famille. Le 14 septembre 1998, les restes sont transférés à la cathédrale métropolitaine de Palerme.

## Succession apostolique
Francesco Carpino a ordonné les évêques suivants :
- Archevêque Ignazio Cannavò (it) (1970)
- Évêque Emanuele Romano (it) (1973)